# Mariánský sloup (Prostějov)
Mariánský sloup, též morový sloup, je barokní památka na náměstí T. G. Masaryka v Prostějově. 
Byl pořízen roku 1714 nákladem městského advokáta Karla Schellenberga, který dříve vlastnil také pozemek, na kterém vznikl klášter milosrdných bratří. Sloup vyjadřoval vděčnost Prostějovanů za odvrácení morové epidemie, během které zahynulo přes 250 lidí. Autor sloupu není znám, ale spekuluje se o autorství některého z olomouckých sochařů, kteří spolupracovali s Václavem Renderem. Sloup je ze stejného druhu pískovce, jaký se používal v Olomouci. Během druhé poloviny 20. století byly na náměstí vysazeny stromy, aby nebylo z radnice vidět na katolickou stavbu. Tyto stromy památku poškodily a v roce 2015, v rámci obnovy náměstí, byla restaurována. Od roku 2017 se osmého dne v měsíci u sloupu konají mariánské pobožnosti.